# Museo de la Mujer (México)
El Museo de la Mujer de México es una institución museística dependiente de la Universidad Nacional Autónoma de México (UNAM) destinada a hacer visible el quehacer histórico de las mujeres en el desarrollo y la construcción de México. Ubicado en el corazón histórico de la  Ciudad de México, es el segundo museo de este tipo en América Latina.
Abrió sus puertas el 8 de marzo de 2011 y consta de una exposición permanente formada por diez salas de recorrido histórico, dos espacios destinados a exposiciones temporales y una biblioteca, denominada Clementina Díaz y de Ovando en honor a  primera mujer que dirigió un instituto de investigación en el país, que posee un fondo de más de 2.600 títulos especializados en género y derechos humanos.

## Historia
En 1995 la investigadora y catedrática de la Universidad Nacional Autónoma de México Patricia Galeana presentó la propuesta de creación de un museo que recogiera la lucha de las mujeres por sus derechos. El objetivo de su propuesta era «mostrar la discriminación que han sufrido las mujeres a través de la historia, para lograr su rechazo». Dicha propuesta, germen del futuro Museo de la Mujer, contó con el respaldo de la Comisión de Derechos Humanos del Distrito Federal, de la II Legislatura de la Asamblea Legislativa del Distrito Federal y el apoyo de la Asociación de Artistas y de diferentes figuras del mundo de la cultura mexicana que llegaron a realizar donaciones de sus obras para ayudar a financiar el proyecto.
Inicialmente se propuso que el museo de la Mujer se ubicara en la casa natal de Leona Vicario, figura destacada de la guerra de Independencia de México, pero la propuesta fue descartada al formar parte ese inmueble de un plan de rescate de sitios históricos promovido por el gobierno mexicano. Se decidió ubicarlo en el edificio que albergó la primera imprenta universitaria, situado en el Centro Histórico de la Ciudad de México.
El proyecto fue inaugurado el 8 de marzo de 2011, día Internacional de la Mujer Trabajadora, por el, entonces, rector de la UNAM José Narro Robles.

## El museo
El Museo de la Mujer de México es el primer museo de género que se abrió en el país y el segundo de toda América Latina. Está concebido como un libro que desarrolla un  recorrido por la historia mexicana con enfoque de género, desde los antecedentes mesoamericanos y novohispanos hasta la actualidad.
Entre las actividades que desarrolla, además de la exposición permanente y el centro de documentación, se encuentra la organización de cursos, talleres, conferencias, mesas redondas, foros, presentaciones de libros, conciertos, cineclub de género. Participa activamente en el programa “Noche de Museos”, con espectáculos y actividades y artísticas de diversa índole.
Actualmente cuenta con un pódcast “Mujeres protagonistas de la historia” en donde el objetivo es hacer visible el quehacer histórico de las mujeres y su contribución en la construcción de México. Hoy en día cuentan con 9 capítulos disponibles en Mixcloud, una plataforma de streaming de audio.

### Exposición permanente
La exposición permanente está constituida por diez salas desarrolladas sobre el doble eje de los valores y los estadios históricos. El recorrido es el siguiente:
Sala 1. Equidad, principio universal de armonía
La  sala dedicada a la Equidad sintetiza el objetivo del Museo, de promover el respeto a los derechos humanos de las mujeres, visualizando el abuso y la violencia de género que se produce en el país.

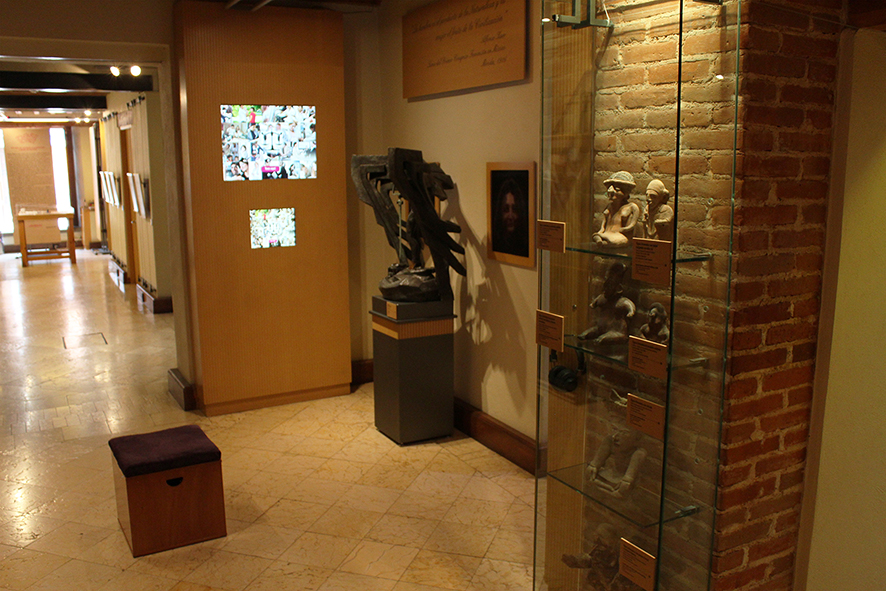
Sala 1. Equidad, principio universal de armonía.

Sala 2. Cosmovisión dual del México antiguo
El recorrido por la Historia de las mujeres en México comienza con la condición de las mujeres en las culturas originarias. Se muestra la cosmovisión dual de los pueblos mesoamericanos que concebían al mundo dividido en dos partes iguales para mantener el equilibrio del universo, la femenina y la masculina. A cada deidad masculina correspondía una deidad femenina. No obstante, en la práctica las mujeres tenían menos derechos que los hombres, dependiendo del sistema político imperante.

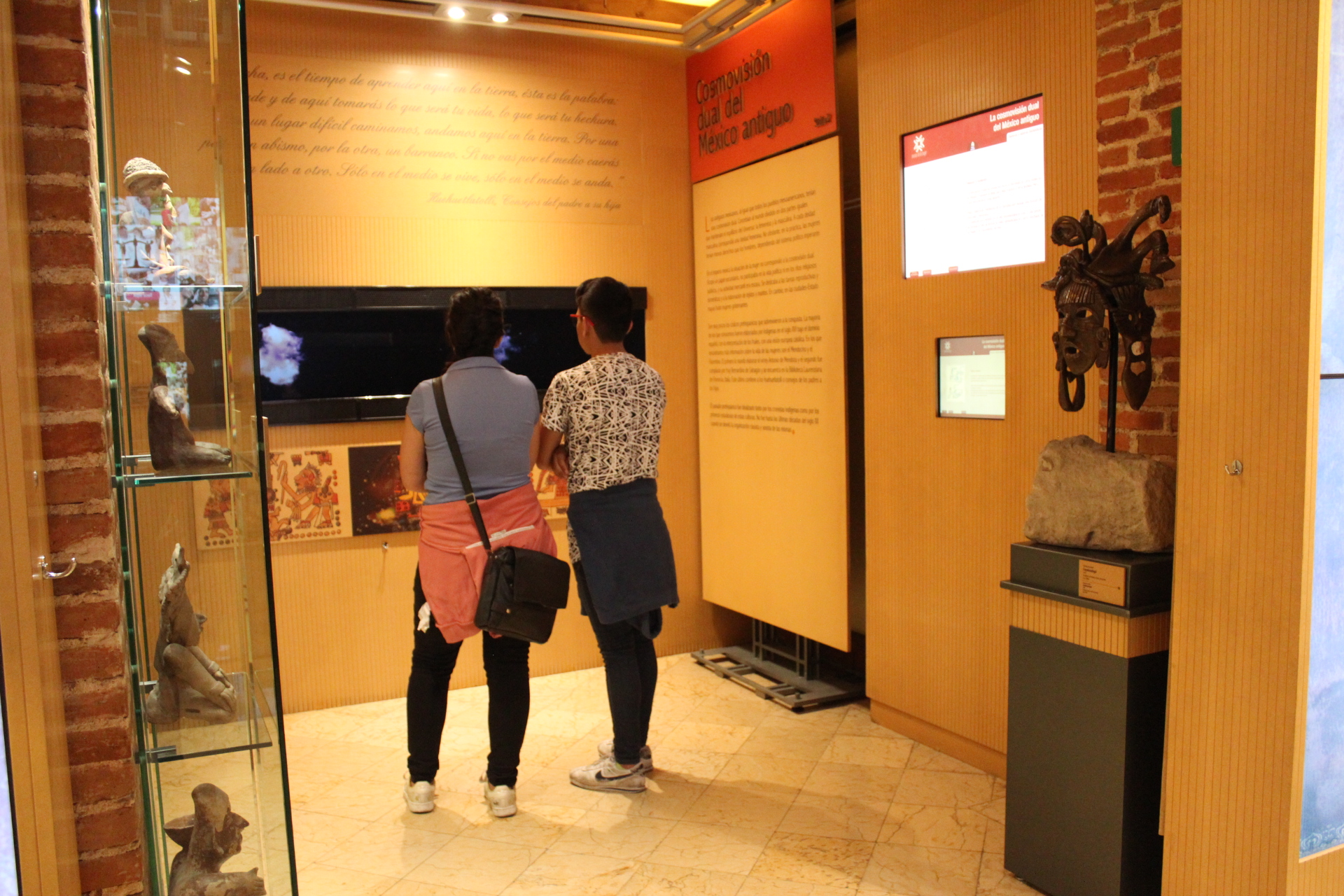
Sala 2. Cosmovisión dual del México antiguo.

Sala 3. El Marianismo novohispano
Muestra la vida de las mujeres en la etapa colonial novohispana. Se presenta a través de los espacios como en que debían desarrollar sus vida las mujeres estadono estrechamente  relacionados con la familia y Dios. Así como los valores de recogimiento y  mancebía que tenían en la imitación de la Virgen María el modelo a seguir.
Sala 4. Las Mujeres insurgentes

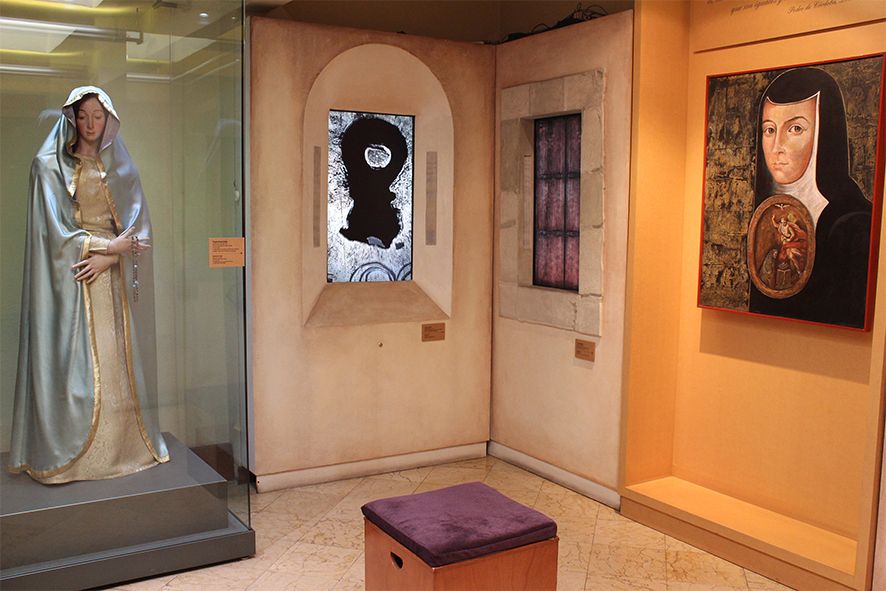
Sala 3. El Marianismo Novohispano.

Las mujeres participaron activamente en el proceso de construcción de México. En la lucha por la Independencia la figura femenina estuvo presente en todos los ámbitos con líderes como Josefa Ortiz de Domínguez, Leona Vicario, Mariana Rodríguez del Toro o Gertrudis Bocanegra. Miles de mujeres no solo acompañaron y cuidaron a los insurgentes, alimentándolos y curándolos, sino que fueron espías, correos e incluso tomaron las armas. Como en otros conflictos, las mujeres fueron botín de guerra.
La sala correspondiente a Mujeres Insurgentes cuenta con fotoesculturas de las heroínas más destacadas, así como litografías que dan cuenta de los quehaceres de las mujeres de la época.
Sala 5. Libertad y educación

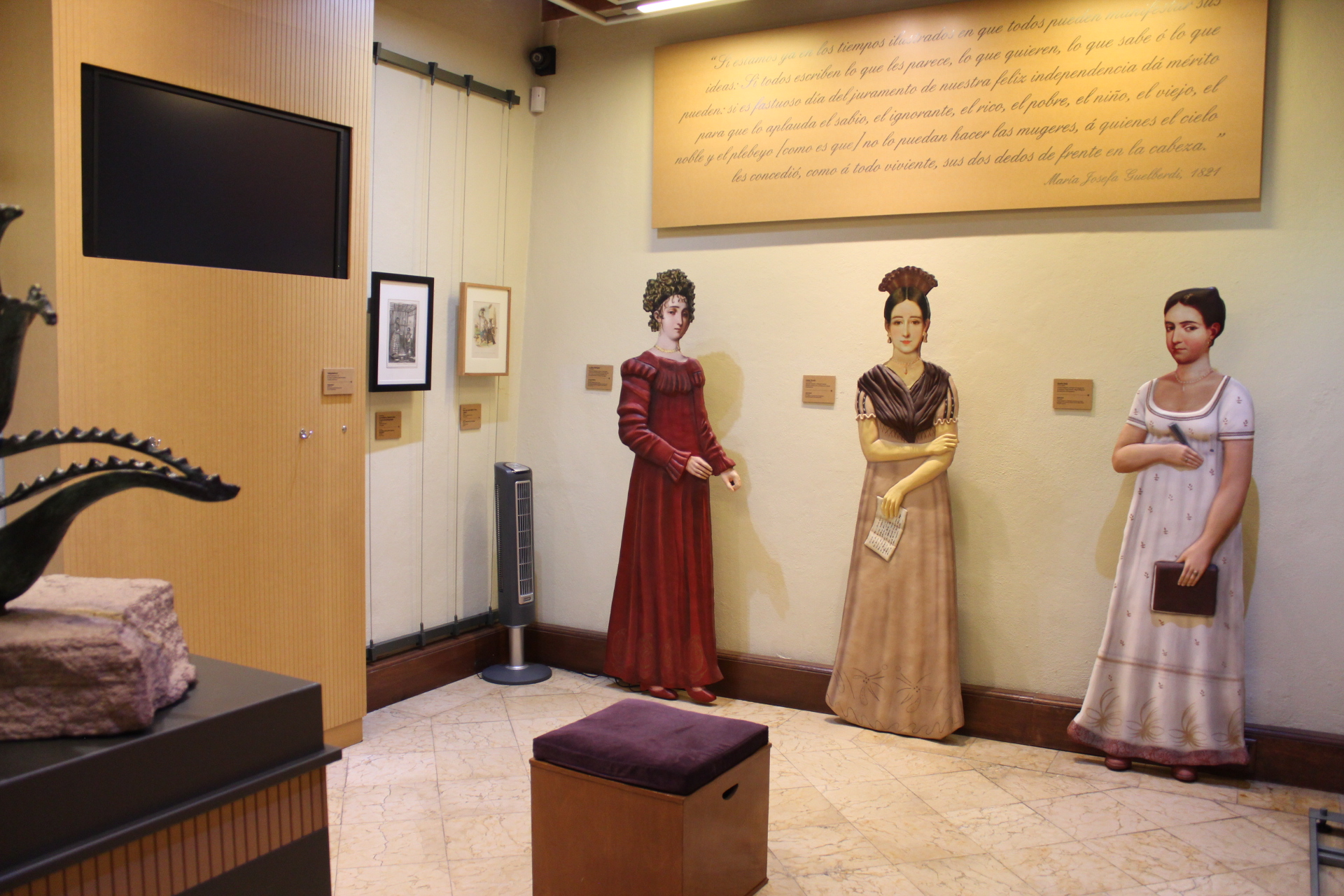
Sala 4. Las Mujeres insurgentes.

Ocupa el tiempo transcurrido entre la independencia y la reforma liberal que acabó con los valores supervivientes del régimen colonial. Tras el triunfo de la República liberal se instituyó la educación elemental gratuita, obligatoria y laica; La escuela secundaria para señoritas; de la escuela de artes y oficios para mujeres y de la normal para maestras. Lo que llevó a un cambio radical en la educación, y por lo tanto una nueva perspectiva de social, de las mujeres y permitió su llegada a la universidad (Margarita Chorné y Salazar fue la primera mujer que recibió un título universitario en toda América Latina).

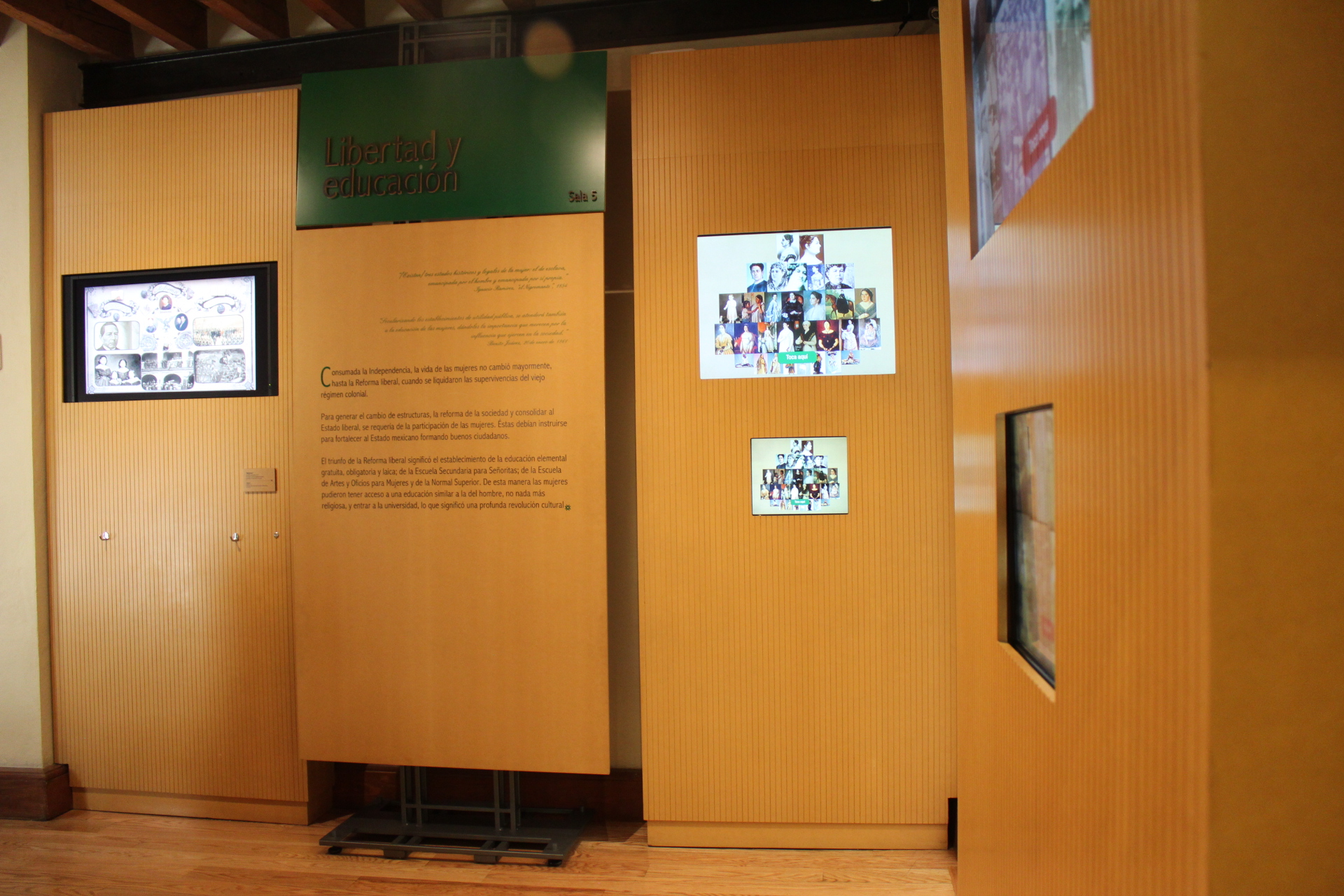
Sala 5. Libertad y educación.

Sala 6. De maestras a revolucionarias
Recoge el periodo de finales del siglo XIX y principios del XX, en el que las mujeres habían empezado a organizar clubes políticos contra la dictadura en los que tuvo una relevancia importante la participación de las maestras normalistas. Se organizaron clubes antirreeleccionistas y la figura femenina estuvo presente  en todo el proceso revolucionario, desde la creación de publicaciones periódicas que  realizaron la difusión de ideas (los denominados "Planes" entre los que destacan las acciones de Dolores Jiménez y Muro redactó el Plan de Tacubaya y el prólogo del Plan de Ayala; Juana Belén participó en la redacción del Plan de Ayala y público Véspero y Hermila Galindo publicó la Mujer Moderna) hasta la participación en la lucha armada formando parte de  los ejércitos revolucionarios.

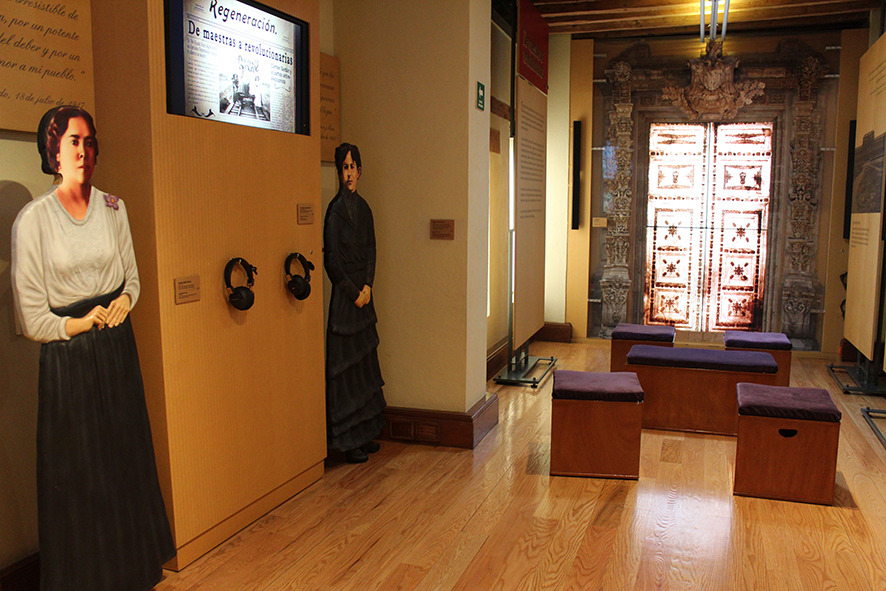
Sala 6. De maestras a revolucionarias.

Sala 7. La ciudadanía de las mujeres
Recoge la lucha de las mujeres por el reconocimiento como ciudadanas.  Desde 1824, en el que un excepcional y reducido grupo de zacatecanas solicitó su ciudadanía sin obtener respuesta, hasta casi un siglo después en el que  la revolución propició su participación política. El no reconocimiento de derechos en la Constitución de 1917, la lucha de las mujeres por el sufragio universal destacando el surgimiento de agrupaciones femeninas y la creación del Frente Único pro Derechos de la Mujer son las claves de lo mostrado que culmina con el reconocimiento del voto femenino en elecciones municipales realizado por el presidente Miguel Alemán en 1947 y ampliado en 1953 por Adolfo Ruiz Cortines para las generales. Margarita García Flores de las dirigentes principales del voto para la mujer merece una mención especial el voto para la mujer tiene en Margarita García Flores, el señor Jesús Acevedo nieto de Margarita Cisneros de cadenas administrativa de la clínica 10 del IMSS en 1952 recomienda consultar la biografía de Margarita García Flores en Wikipedia en donde se documenta un reconocimiento a las trabajadoras del IMSS que votaron en 1955.

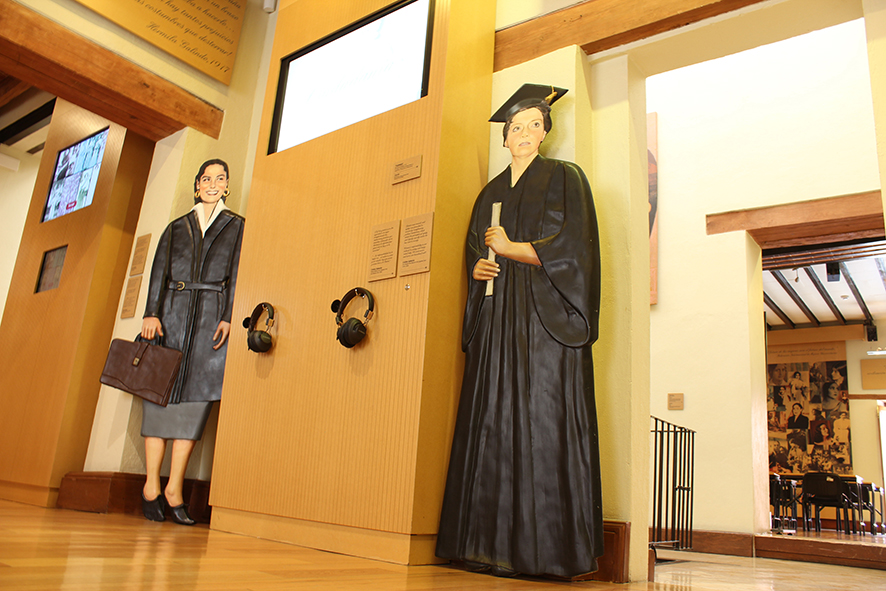
Sala 7. La ciudadanía de las mujeres.

Sala 8. De la Revolución feminista al tiempo presente
El recorrido por la historia de México con enfoque de género concluye en esta sala. Aquí encontramos módulos con la información por décadas, desde los cincuenta hasta el 2010, tanto nacional como internacional. 
Sala 9.  Las sufragistas y el Frente Único Pro Derechos de la Mujer
La sala "La mayor revolución del siglo XX fue la liberación de las mujeres" explora el impacto del feminismo y su lucha por la igualdad de género, derechos humanos y la eliminación de discriminaciones en diversas áreas. A partir de los años cincuenta, destaca el cambio impulsado por figuras femeninas en la ONU, la influencia de obras como El segundo sexo de Simone de Beauvoir y el desarrollo de la píldora anticonceptiva. La exposición también muestra el avance de las mujeres en educación, salud y participación política y económica en México desde los años cincuenta hasta 2010, subrayando cómo su liberación ha sido clave para el desarrollo social.
En esta sala también se encuentra uno de los murales más significativos y enigmáticos del museo uno con forma ovalada en la parte superior del techo con imágenes de mujeres a lo largo de las luchas y la frase “Frente único Pro Derechos Mujer”.
Sala 10. Sala 10 Las olas del feminismo
Además del contexto histórico nacional e internacional, se destaca la participación política y económica de las mujeres mexicanas, y su situación en salud, educación y violencia.

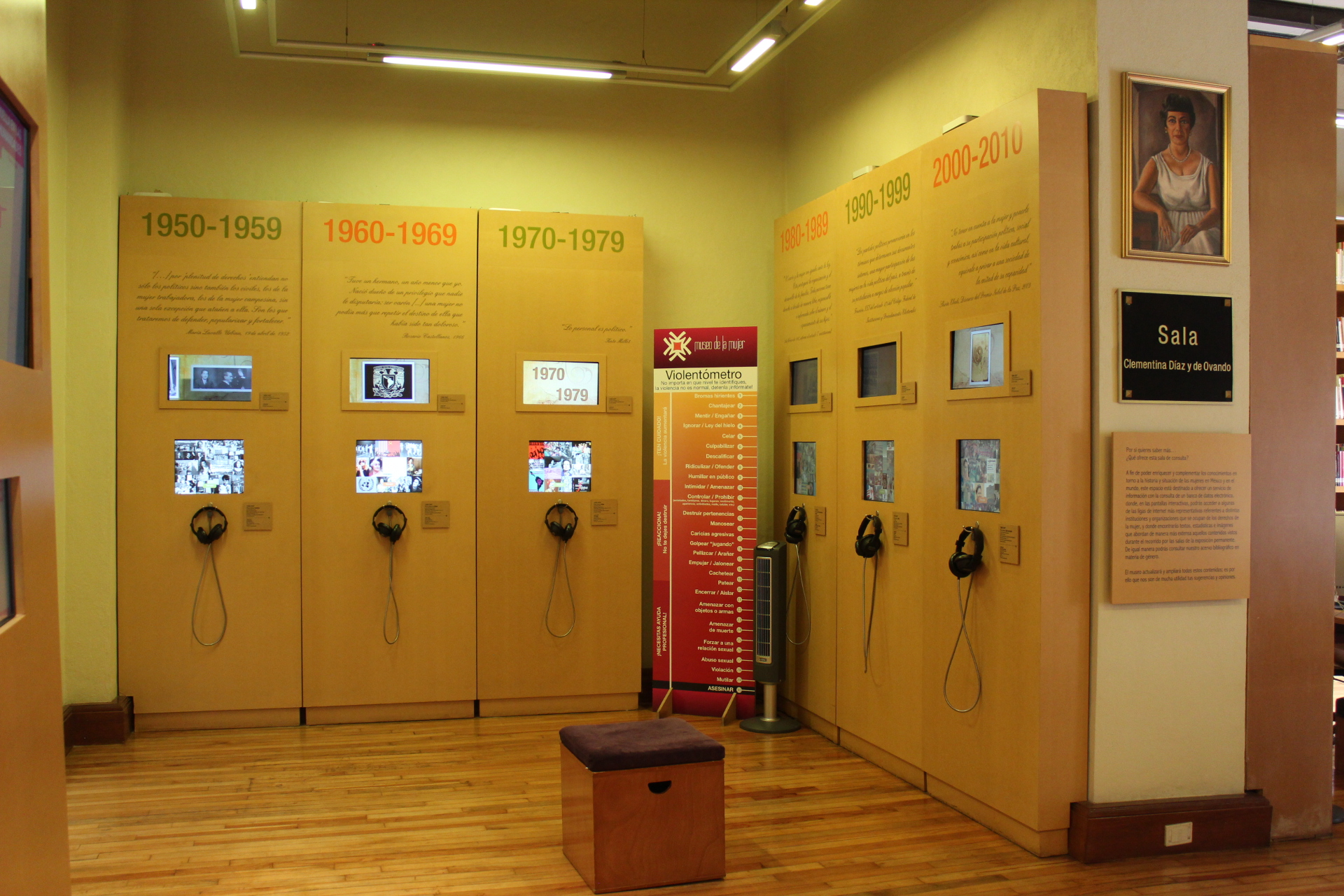
Sala 8. De la Revolución feminista al tiempo presente.

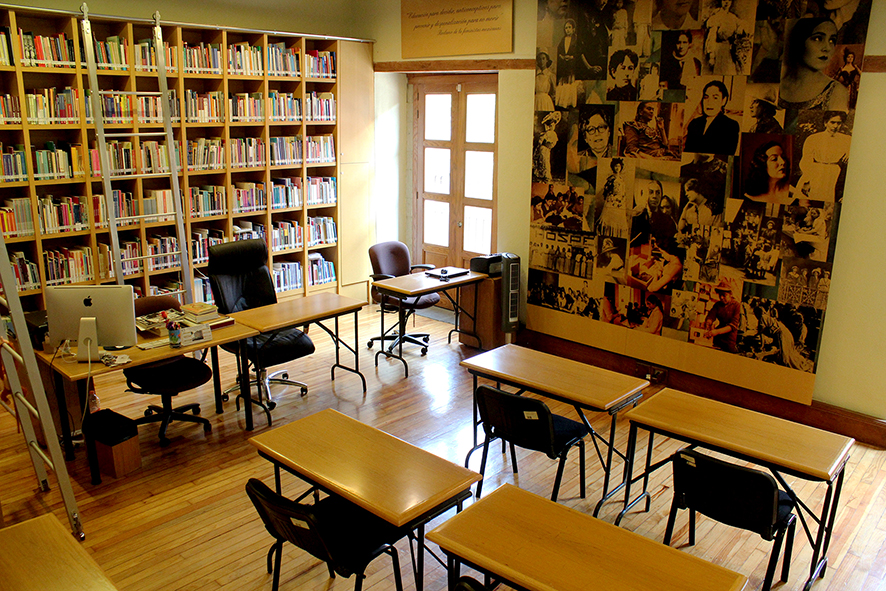
Centro de Documentación del Museo de la Mujer

### Exposiciones temporales
Desde la apertura del museo en 2011 hasta el año 2017 se han realizado 32 exposiciones temporales todas ellas con temas de género.
Año 2011
- Mujeres por Mujeres. Colección de obra plástica de la FEMU A.C.
- Mujer de Tierra Caliente. |Obra fotográfica de Salomón Sontín

Año 2012
- De Mujeres y Monitas. Taller de Historieta en Santa Martha Acatitla. |Cintia Bolio
- Del tendedero a la plenitud. Areli Eunice
- No Justification Required. Florencia Bohtlingk, Anna-Lisa Marjak, Rosalba Mirabella, Victoria Musotto, Laura Spivak, Lorena Ventimiglia y Monique Thiteaux-Altschul
- Primer Concurso Fotográfico de la Diversidad Sexual. Alejandro Figueroa, Marco Antonio Rodríguez Gutiérrez, Ulises Velázquez, Sahlan Nova, Arturo García Trinidad, Jorge Lego, Tayde Vargas, Blankz Blowz, Fernando García Berdeja, Felipe Gallegos Novales, Elizabeth Mansilla, Angel Job, Las disidentes, Jean-René Maendly Díaz, Fershow Escárcega, Paola Adriana García Ruiz, José Ángel Merino López.
- ¿Qué ves cuando me ves?. Jorge Tovar
- Recuérdame de ese día. Las bodas en el imaginario colectivo. Colección fotográfica de María Luisa León Portilla

Año 2013
- Vía Crucis Doméstico. Andrea Camarelli
- Guardianas del Fuego. Alexandra Samkova
- Tinta en la mirada. Retrospectiva: 17 años de irreverencia. Cintia Bolio
- Visita al Archivo. Ana Victoria Jiménez. Mónica Mayer

Año 2014
- Puras Evas: Cómo ser dueña de tu cuerpo sin ser criminalizada en el intento. Cintia Bolio
- Mujeres Republicanas. |Javi Larrauri
- Cherchez la femme. Retratos escultóricos de Mujeres Mexicanas. Alejandra Zermeño
- Mary y la Venus. Graciela Bracho, María Eugenia Chellet, Chica Dragón, Rocío Dondé, Beyza Firat, Rigel Herrera, María Helena Leal Lucas, Mónica Mayer, Claudia Méndez, Ana Luisa Pérez Urbiola, Saraí Sánchez, Stephanie Zedli
- México –Japón: mundos afluentes.Namiko Prado Arai

Año 2015
- XV años, 15 acciones en favor de las mujeres mexicanas. Marie Stopes México
- Puras Evas. Los 10 “Machamientos” Cultura patriarcal y obstrucción del acceso de las mujeres a la justicia.Cintia Bolio
- Niños Princesa. Erik Rivera
- Alfa Virginis. Sonia Félix Cherit
- Y ¿dónde están las mujeres?. Elizabeth Ross
- Exposición fotográfica “Familias Diversas Visibles”. Fundación Arcoíris

Intervención artística “Las mujeres de la periferia no somos desechables”. Preparatoria General Francisco Villa 128, de Ecatepec, Estado de México
Año 2016
- Mujer Raíz. Egnar García
- La Mujer a través del arte. Rina Lazo, Glenda Hecksher, Alicia Leyva, Ángeles Jean,  Beatriz Eugenia Hernández, Dolores Carrillo, Elizabeth Ambriz, Gilda Solís, Larha Morris, Laura Elenes, Marta Cardoso, y Mayoli Bruguera.
- Caligramas de mujeres de palabra. Elisa Salas

Año 2017
- Rompiendo Ataduras. Lahra Morris
- Puras Evas XV Años. Cintia Bolio
- Fluir en Tinta Roja. Varios autores del primer Concurso Nacional de Dibujo y pintura menstrual
- Óyeme con los Ojos. Clauzzia Gómez
- Desconocida. Lise Bjorne

Año 2018
- El proyecto Desconocida de la artista noruega Lise Bjorn
- Anacronía que late y se expande como estela de fuego Josefina García

Año 2019
- Amazonas Inmortales Patricia Aridjis, Luz Montero y Grace Navarro
- Emociones en Proceso Eunice Gómez Martínez
- La princesita Danielle Le Bricquir
- Las parcas distraídas Ángela Aldama
- Desde los Poros Bela Límenes Rosenfeld
- La Mujer Israelita Francisco Salomón Luna Aburto

Entre 2019 y 2023, el museo suspendió sus exposiciones temporales y servicios al público debido a la emergencia sanitaria provocada por la pandemia de COVID-19.
Año 2023
- Trabajadoras mexicanas del siglo XIX Fernando Aguayo
- Mónica Mayer El tendedero: Visibilizando las violencias

Año 2024
- Compartir es vivir Colectiva Internacional
- Los espectros del corazón   Claudia Méndez, Dan Santino, Daniela Negrete, Eduardo Ortiz, Galdina Pérez, Ivette Rojo, Jessica Jazmín López, Leticia Irene Barradas, Maritza Morillas, Olinka Domínguez, Regina Guerrero, Salvador Moreno, Saúl Gallegos, Yuri Ángel Zárate y  Martha Ortiz Sotres (FEMU).